# انویل تاونشیپ، شهرستان لبنان، پنسیلوانیا
انویل تاونشیپ، شهرستان لبنان (به انگلیسی: Annville Township) یک منطقهٔ مسکونی در ایالات متحده آمریکا است که در پنسیلوانیا واقع شده‌است. انویل تاونشیپ، شهرستان لبنان ۴٫۲۰ کیلومتر مربع مساحت و ۴٬۷۶۷ نفر جمعیت دارد.